# Autostradan

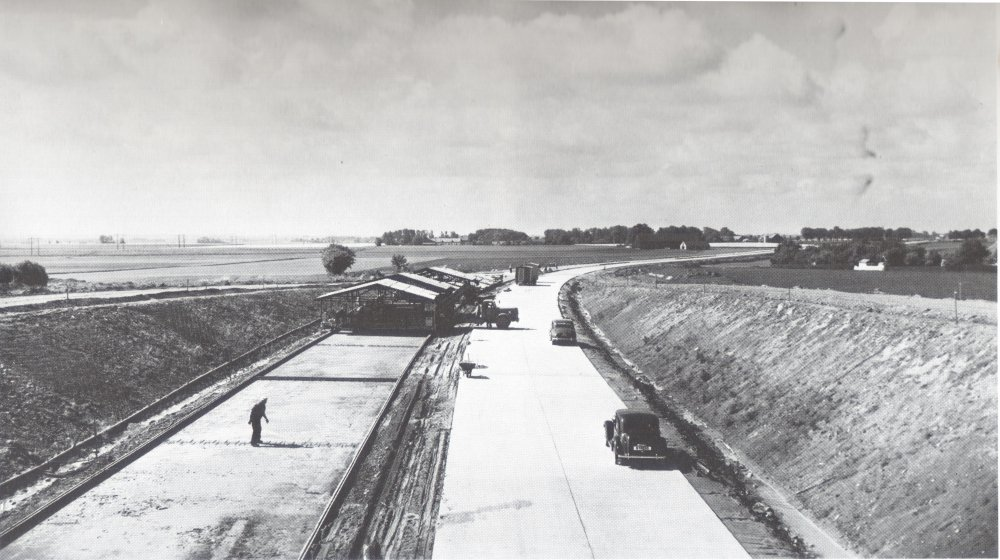
Motorvägen under byggnation

Symbolen för motorväg som används i Italien, Schweiz och Sverige.

Autostradan var ett tidigt namn på motorvägen mellan Malmö och Lund, som invigdes av Prins Bertil den 8 september 1953 och därmed är Sveriges äldsta motorvägssträcka. Tre kommungränser passeras på vägen mellan städerna (Malmö–Burlöv, Burlöv–Staffanstorp och Staffanstorp–Lund).
År 1941 presenterades planerna för motorvägen, men på grund av andra världskriget kom bygget inte igång förrän 1952.